# Vlag van Los Angeles

Vlag van Los Angeles

De vlag van Los Angeles toont het stedelijk zegel op een achtergrond die bestaat uit drie verticale banen in groen, goud en rood, met onderling hoekige randen. De kleuren staan voor olijfbomen (groen), sinaasappelbomen (oranje) en wijngaarden (rood). De vlag werd in 1931 ontworpen door Roy E. Silent en E.S. Jones, ter ere van het honderdvijftigjarig bestaan van Los Angeles.
Het stadszegel staat in het midden van de vlag. Het zegel bevat een heraldisch schild in vieren met: I. een benadering van het schild op het Grootzegel van de Verenigde Staten, hoewel het blauwe schildhoofd dertien sterren bevat; II. een benadering van de vlag van Californië; III. een benadering van het wapen van Mexico; IV. een toren en leeuw die het wapen van Spanje voorstellen. Rondom het schild staan drie belangrijke Californische gewassen afgebeeld: druiven, olijven en sinaasappels.
De vlag kreeg korte tijd internationale bekendheid toen hij tijdens de sluiting van de Olympische Zomerspelen 1980 in Moskou werd gehesen in plaats van de vlag van de Verenigde Staten als symbool voor de volgende Olympische gastheer. De actie werd gezien als een reactie op de door de Amerikanen geleide boycot van de Olympische Zomerspelen in Moskou.